# Arabiska mynt

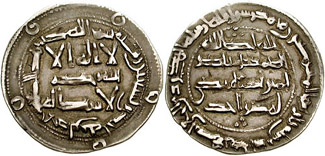
Dirhem präglad i Cordoba år 807.

Fynden av arabiska mynt i norra och östra Europa är tecken på livliga kommersiella förbindelser mellan dessa områden och den arabiska kulturvärlden. De har, sett utifrån gjorda fynd av mynt, pågått på olika vägar. Över Kaukasus bergspass och över Kaspiska havet har handeln tydligen gått fram till chazarerna kring nedre Volga eller följt en karavanväg från Transoxanien viktiga centra över Chiva till bulgarernas rike kring mellersta Volga. Både chazarer och bulgarer har tjänat som förmedlare vid den viktiga handeln mellan araber och nordbor.

## Historik
De äldsta arabiska mynten är efterbildningar av bysantinska och sassanidiska mynt. Först 696 skapade Abd-al Malik ett eget islamistiskt myntväsende. I guld myntades dinaren, som vägde 4,3 g och i silver dirhemen med en vikt av ca 3 g. Kopparmynten kallades fals och var av skiftande vikt och värde i olika trakter. De mynt, som i huvudsak präglades i detta system fram till 1200-talet, benämndes efter staden Kufa i Mesopotamien kufiska mynt. De är bildlösa och bär islams vanliga religiösa sentenser, korancitat och uppgifter om myntherre, präglingsår och präglingsort. Dessa uppgifter gör arabiska mynt till viktiga källor för de mångfaldiga dynastiernas historia.
Den talrika förekomsten av arabiska mynt, dock så gott som uteslutande silvermynt, i nord- och östeuropeiska jordfynd är av största vikt för tidens handelshistoria. I Kungliga myntkabinettet bevarade, i Sverige funna arabiska mynt uppgick 1915 till 41 000 stycken, varav 13 000 kan utnyttjas i vetenskapligt syfte. Den äldsta i Sverige funna dirhemen är präglad 698 men har uppenbarligen först långt senare nått vårt land. Den yngsta är präglad 1010 och flest mynt är från 900-talets förra del.
Ett ingående studium av de i norra och östra Europa funna myntskatterna ger vid handen att dessa under det äldsta skedet till mycket stor del består av i Afrika präglade mynt. Sådana fynd föreligger hittills i nämnvärd utsträckning endast från Östeuropa och ej från Norden. I senare skatter är mynt från kalifatets västra delar (Spanien, Nordafrika, Syrien och Arabien) mycket sällsynta, varför man har anledning att anta, att de västliga mynten kommit till fyndområdena genom import från kalifatets östra delar (Persien, Turkmenistan, Afghanistan och Transoxanien). Talrikast är i 900-talets fynd de i Tasjkent och Samarkand för den samanidiska dynastin (892-1004) präglade mynten.
Bakgrunden till den arabiska myntexporten till Öst- och Nordeuropa är säkerligen en utomordentlig rik utvinning av silver i kalifatets östra delar. Från gruvorna vid Pendhjir i Afghanistan och Tasjkent flödade under 700-talet en rik ström av silver över hela den arabiska världen och nådde snabbt det frankiska riket. Efter omkring år 950 började arabiska mynt i Nordens skattfynd att vid sin sida få anglosaxiska och tyska mynt. Omkring år 1000 tog dessa helt överhand i Norden och något senare även i Östeuropa. Säkerligen hänger detta samman med den väsentliga försörjning med ädelmetall, som låg i de orientaliska silvergruvornas sinande och den saxiska silverutvinningens snabbt växande betydelse.